# Werthella vietsi
Werthella vietsi är en kvalsterart som beskrevs av Newell 1971. Werthella vietsi ingår i släktet Werthella och familjen Halacaridae. Utöver nominatformen finns också underarten W. v. vietsi.